# Geissorhiza geminata
Geissorhiza geminata là một loài thực vật có hoa trong họ Diên vĩ. Loài này được E.Mey. ex Baker miêu tả khoa học đầu tiên năm 1892.